# Sari Sarkomaa
Sari Sarkomaa (Tampere, 24 september 1965) is een Fins politicus en voormalig Minister van Onderwijs. Zij maakte deel uit van het tweede kabinet van Matti Vanhanen tussen 19 april 2007 en 19 december 2008. Ze gaf haar positie op om meer tijd door te kunnen brengen met haar familie. Sarkomaa werd opgevolgd door Henna Virkkunen. Sinds 1999 zit zij in het Finse parlement.